# Hamilton (Geòrgia)
Hamilton és una població dels Estats Units a l'estat de Geòrgia. Segons el cens del 2000 tenia 307 habitants.

## Demografia
Segons el cens del 2000, Hamilton tenia 307 habitants, 131 habitatges, i 83 famílies. La densitat de població era de 56,7 habitants/km².
Dels 131 habitatges en un 35,1% hi vivien nens de menys de 18 anys, en un 42% hi vivien parelles casades, en un 19,1% dones solteres, i en un 36,6% no eren unitats familiars. En el 34,4% dels habitatges hi vivien persones soles el 20,6% de les quals corresponia a persones de 65 anys o més que vivien soles. El nombre mitjà de persones vivint en cada habitatge era de 2,34 i el nombre mitjà de persones que vivien en cada família era de 3.
Per edats la població es repartia de la següent manera: un 27,4% tenia menys de 18 anys, un 5,5% entre 18 i 24, un 25,7% entre 25 i 44, un 22,5% de 45 a 60 i un 18,9% 65 anys o més.
L'edat mediana era de 39 anys. Per cada 100 dones de 18 o més anys hi havia 78,4 homes.
La renda mediana per habitatge era de 32.143 $ i la renda mediana per família de 38.750 $. Els homes tenien una renda mediana de 28.750 $ mentre que les dones 32.083 $. La renda per capita de la població era de 18.292 $. Entorn del 5,2% de les famílies i el 12,4% de la població estaven per davall del llindar de pobresa.

## Poblacions més properes
El següent diagrama mostra les poblacions més properes.